# Phrynosoma sherbrookei
El camaleón de Guerrero (Phrynosoma sherbrookei) es una especie de reptil perteneciente a la familia Phrynosomatidae.

## Clasificación y descripción
P. sherbrookei está más cercanamente relacionado con dos especies en el clado Brevicauda (P. braconnieri y P. taurus). Esta especie se puede distinguir de P. braconnieri por tener la parte externa temporal del cráneo prolongada posteriodorsalmente en espinas temporales (contra la parte externa temporal del cráneo prolongada posteriodorsalmente en tres espinas temporales en P. braconnieri), escudos mentales posteriores más grandes que las postlabiales (contra escudos mentales posteriores más pequeños que al menos la postlabial más posterior en P. braconnieri) y más numerosas sublabiales usualmente arregladas en dos hileras. P. sherbrookei difiere de P. taurus  por tener una talla más pequeña en adultos (54 y 63 mm en machos y hembras respectivamente, contra 55,5–77 y 65–90 mm en machos y hembras de P. taurus respectivamente), por poseer espinas temporales externas solamente ligeramente más largas que las espinas occipitales apenas excediendo las espinas occipitales en la extensión posterior y lejanamente excediendo las espinas occipitales en la extensión posterior en P. taurus; en carecer de escamas postcloacales agrandadas (contra la presencia de escamas agrandadas postcloacales en P. taurus).

## Distribución
Phrynosoma sherbrookei es actualmente conocido de tres localidades a elevaciones intermedias en el centro y noreste de Guerrero: la localidad tipo, a unos 1800-2040 m s. n. m. en elevación en la vecindad de Tenexatlajco, municipio de Chilapa de Álvarez, cerca del centro de Guerrero, y dos localidades adicionales: cerca de La Encinera y cerca de Xixila, entre 60 y 65 km hacia al noreste, a 1677-1794 m en elevación en el municipio de Olinalá en el noreste de Guerrero y adyacente Puebla.

## Hábitat
El clima en la localidad tipo es templado y subhúmedo con precipitaciones en el verano, y el sustrato está compuesto de arcilla y rocas sedimentarias. La vegetación es bosque de encino con parches de pastizal y matorral con Agave spp. y otras plantas herbáceas. El área está altamente impactada por la agricultura y la erosión. La serie tipo fue colectada durante el día en un parche pequeño de pastizal en la ladera de un cerro altamente erosionado. Observaciones de campo de un individuo y análisis fecal de 5 especímenes indican que P. sherbrookei se alimenta de hormigas, tal como la mayoría de las especies de Phrynosoma. La mediana de la temperatura corporal de 15 especímenes fue de 30.35 °C. El apareamiento ocurre en primavera y nacimiento de crías en otoño. Lanzamiento de chorros de sangre antidepredador no ha sido observado en P. sherbrookei en el campo o inducido en el laboratorio.

## Estado de conservación
Especies descritas recientemente usualmente no están consideradas en las Listas Rojas de Especies Amenazadas o listas similares. P. braconnieri y P. taurus están enlistadas por las leyes mexicanas como en Peligro y Bajo Protección Especial, respectivamente. Dado que la biología de P. sherbrookei es similar a la de estas especies mencionadas, y su distribución geográfica es mucho más pequeña, se sugiere que P. sherbrookei también merece atención en su conservación y por lo tanto se recomienda que debe ser añadida a las listas antes mencionadas.